# Тюфелева роща
Тю́фелева ро́ща — историческая местность и урочище, находившееся на территории Даниловского района Южного округа Москвы, на этом месте также находился Завод имени Лихачёва.
Роща, представлявшая собой сосново-еловый реликтовый лес, располагалась возле бывшей деревни Кожухово, вошедшей в 1923 году в состав Москвы, и с давних времён относилась к дворцовым владениям. Здесь были царские охотничьи угодья, куда в XVII веке выезжал на охоту Алексей Михайлович, а во время Кожуховского похода останавливался Пётр I, который велел возвести здесь Потешный двор. Позже тут были выстроены дачные домики, а жители Таганки и Замоскворечья активно ездили сюда гулять. В конце XIX века рост промышленности вызвал всплеск строительства фабрик и заводов в окрестностях Тюфелевой рощи, к которым была проложена Лизинская железнодорожная ветка, а в 1908 году через рощу прошла линия окружной железной дороги. 2 августа 1916 года в роще началось строительство автомобильного завода Автомобильного московского общества (АМО, впоследствии — ЗИЛ). В годы советской власти вековые ели и сосны вырубались на топливо, а также для столбов уличного освещения, и уже к 1930-м годам лес практически полностью исчез.

## Происхождение названия
Происхождение названия «Тюфелева роща» (до XIX века — Тюхалева или Тюхолева) точно не установлено. Предположительно оно произошло от славянского слова «тухоль», означающего затхлость. С запада и юга от рощи среди болот тянулась череда озёр (Постылое, Чёрное и Болотное), представляющих собой старицу Москвы-реки, высокий берег, на котором стоял Симонов монастырь, постепенно понижался и сходился в этом месте с долиной, образуя заливные «Тюхальские луга».
В путеводителе 1918 г. называется Тюфильева роща. Название могло быть образовано от искажённого канонического личного имени её владельца Трефилий.

## История

### XVII—XVIII века
С севера, запада и юга рощу окружала река Москва, вдоль которой тянулись озёра Постылое, Чёрное, Болотное, а немного восточнее располагалась деревня Кожухово. Состояла роща преимущественно из сосен и елей, являясь сохранившейся частью первобытного леса, в древние времена окружавшего Москву, и до конца XVIII века входила в Васильцев стан Московского уезда.
Согласно жалованной грамоте 1604 года, Симонову монастырю принадлежали луг на противоположном берегу реки и «Тюхольские земли», под которыми, очевидно, подразумевались луга около Тюфелевой рощи. Сама же она относилась к дворцовым владениям и в XVII веке представляла собой царские охотничьи угодья, где был построен небольшой соколиный двор. Местность упоминается в одном из писем царя Алексея Михайловича 1650 года и в его охотничьем дневнике за 1657 год.

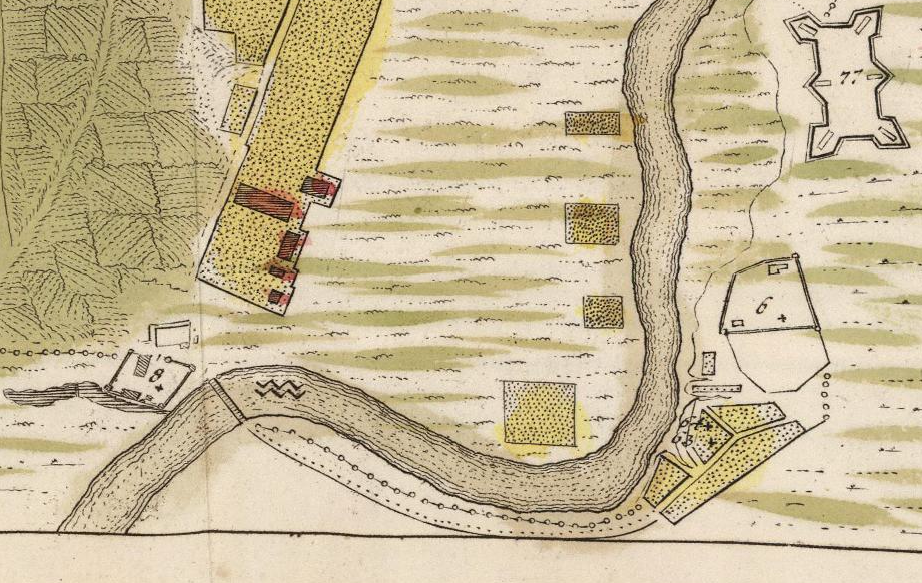
Тюхоловский (Даниловский) мост на карте 1739 года

В Дворцовых разрядных книгах за 25 мая 1666 года отмечено, что из Новоспасского монастыря царь Алексей Михайлович вышел на охоту к Тюхонским водам, то есть к озёрам у рощи.
В писцовых книгах Коломенской дворцовой волости за 1676—1678 года упоминаются двое мостовщиков, живших в деревне Котёл (позже Верхние Котлы) и занимавшихся обслуживанием Тюхоловского моста через Москву-реку, от Данилова монастыря к Тюфелевой роще. В 1694 году по этому мосту переправлялись полки для участия в манёврах около деревни Кожухово. Возможно, с этим событием связано строительство в роще небольшого деревянного дворца с церковью Николая Чудотворца, где должен был остановиться Пётр I. Согласно переписке царя за 1697 год, после окончания похода в этом дворце жил князь-кесарь Фёдор Юрьевич Ромодановский.
В начале XVIII века указом государя было велено построить здесь потешный двор, а в 1727 году Преображенский приказ докладывал в Приказ Большого Дворца:
Построен в Тюхальских лугах потешный двор, на котором в летнее время живут повсягодно кречетники и сокольники, и ястребники для справки птиц, соколов, кречетов, челигов, ястребов, и для того их приезду сделаны были плетеные сараи из хворосту и покрыты соломою, а деланы были те сараи дворцового села Коломенского волостными крестьянами.
По описи ветхости дворцовых строений 1735 года следует, что сюда из Москвы был перевезён амбар, в котором заново сделаны двери, окна и потолки, а также из-за ветхости полностью перестроены сени и три светлицы, в одной из которых появилась каменная печь.
До секуляризации монастырских земель в 1764 году лугом, находившимся между Даниловским (бывший Тюхоловский) и Кожуховским мостами, владел Симонов монастырь. Этот луг использовался для «увеселения Императорского Величества птичьей и псовой охоты» и находился в ведении Обер-егермейстерской конторы. По плану Генерального межевания 1766 года здесь числились: луга Симонова монастыря, дача крестьян деревни Кожухово, дача крестьян Симоновой слободы с озером Постылое, на территории которой находился деревянный Тюхаловский дворец. В 1788 году озеро Постылое (или Долгое) отошло Московскому викарию. В 1791 году Тюфелева роща была принята в Ведомство Казённой палаты. Во время осмотра владений оказалось, что роща часто подвергалась вырубке. На допросе сторожа отрицали свою вину и сознались только в том, что брали сосны, поваленные ветром.
Во второй половине XVIII века Тюфелева роща по-прежнему оставалась императорским охотничьим угодьем. В Камер-фурьерском журнале имеется запись от 5 сентября 1767 года, в которой упоминается выезд императрицы Екатерины II на охоту к озёрам у рощи. Однако деньги на содержание потешного двора не выделялись, и к этому времени он уже пришёл в запустение.

### XIX век

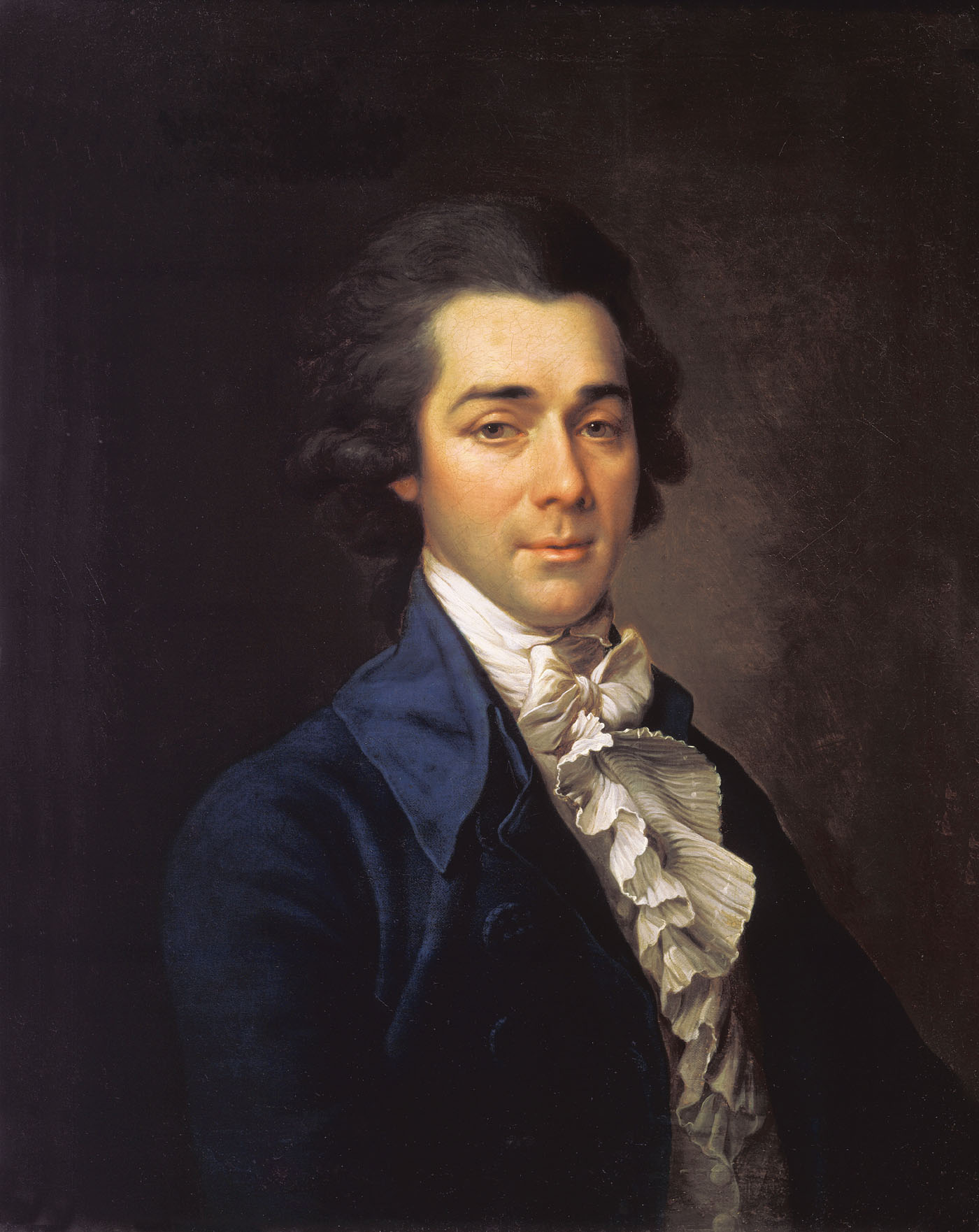
Николай Львов

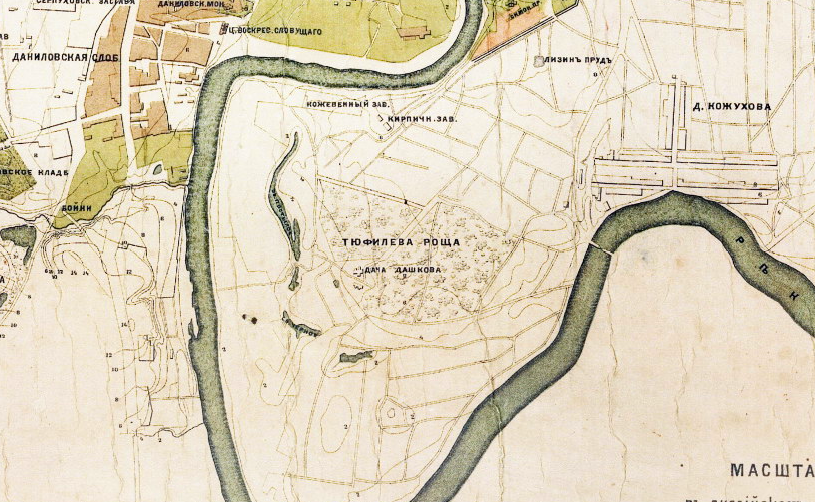
Тюфелева роща на карте 1890 года

В 1797 году деревянный дворец, роща и «дача Симоновой слободы» были пожалованы Николаю Александровичу Львову (1751—1804) — выдающемуся архитектору русского классицизма, изобретателю землебитных домов. В своём родовом имении Никольское-Черенчицы (в 20 км к северу от Торжка) он открыл училище землебитного строительства. Тюхалевские земли Н. А. Львов получил в качестве возмещения затрат на содержание этого училища и построенных им здесь землебитных домов из собственных материалов, некоторые из которых простояли вплоть до начала 1930-х годов. После его смерти, в 1805 году Александр I передал Тюфелеву дачу наследникам Львова, которые её продали.
Кроме образцовых домов Н. А. Львов построил в Тюфелевой роще завод по производству картона, а когда обнаружил на Сукином болоте (возле деревни Кожухово) торфяные залежи, пытался осуществить их разработку. Однако свои планы не реализовал, добывать торф здесь начали лишь в 1920-х годах.

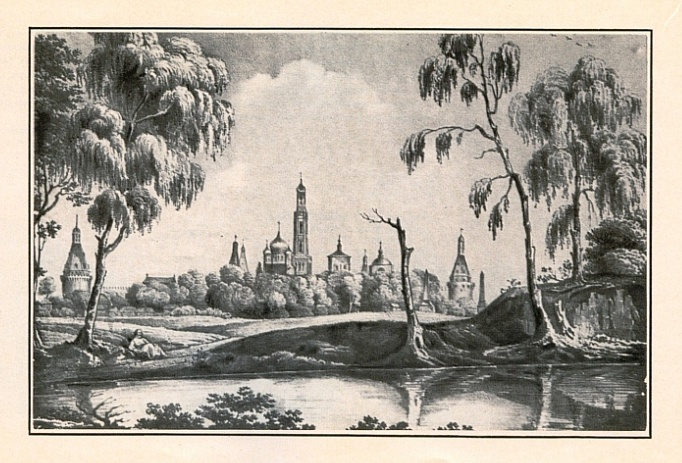
Симонов монастырь со стороны Лизиного пруда (литография, 1840-е)

После выхода повести «Бедная Лиза» Н. М. Карамзина Лизин пруд в окрестностях Симонова монастыря, который по легенде выкопал ещё Сергий Радонежский, и Тюфелева роща стали популярным среди москвичей местом для прогулок. Светские дамы каждую весну специально ездили сюда собирать ландыши, так же, как это делала героиня повести, толпы влюблённых по вечерам гуляли у пруда. Василий Михайлович Колосов в 1806 году описал прогулку в окрестностях Симонова монастыря, в том числе в «Тюфальской роще», где ему встретился старик с двумя детьми из соседней деревни Новинки, собиравшие здесь грибы и ландыши.
Со временем роща стала популярным местом и для строительства летних дач, в одном из таких домиков в 1799 и в 1802 годах проживал друг детства поэта А. Х. Востокова художник Иван Алексеевич Иванов, который писал:
Жаль, друг мой любезный, что не приедешь навестить обитель нашу Тюхали; рай земной в приятных видах, по буграм раскинутый. Питался бы бальзаическими испарениями сосен, берез, ветел и тополей, к вечеру бы слушал соловья, которого твой друг великий охотник слушать и который всякую зорю у нас поет, несмотря на крик лягушек, сов, филинов и коростелей, которые искусство и приятность пения его только лишь оттеняют. Я бы тебе показал распускающийся ландыш, любимый Карамзинов цветок, дикую розу, василек… Ты видел бы в воздухе плавно парящего ястреба, на озере плавающую огромную дикую утку и долгошеюю цаплю над водой стоящую.
Летом в 1823—1825 годах тут вместе с семьёй жил Александр Иванович Татаринов, приятель И. М. Снегирёва, который неоднократно навещал их.

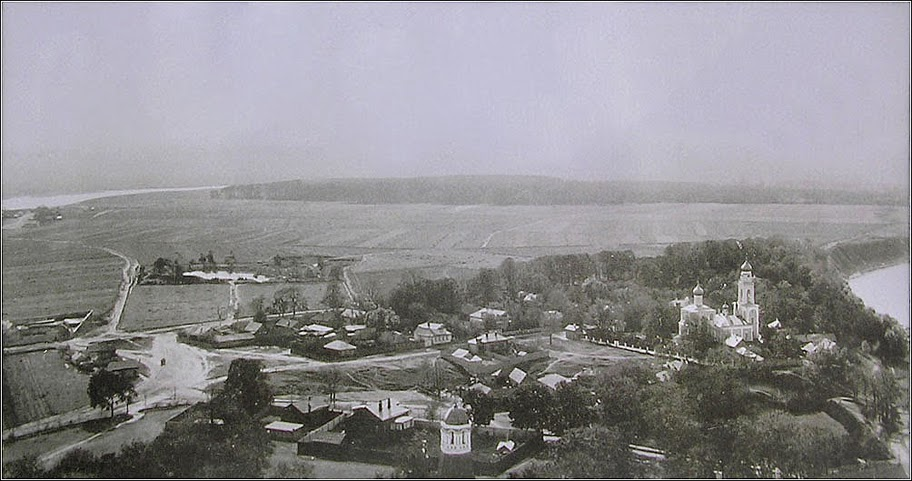
Вид на Тюфелеву рощу с колокольни монастыря, слева Лизин пруд у дороги в деревню Кожухово (1900-е)

В 1833 году журнал «Телескоп» напечатал статью неизвестного автора, в которой он описывал землебитные сооружения Н. А. Львова. По его словам, стены, перегородки и полы были земляные, только в двух первых комнатах главного дома полы сделаны из дерева. В зале были соломенные обои, некоторые стены расписаны. Кроме главного корпуса, построены скотный двор при въезде в рощу, баня, на месте деревянного дворца, кухня, погреб в виде стога сена. Накрывали дома соломенные крыши, окна были выполнены различной формы, в том числе круглыми. К началу 1830-х годов владельцы летних дач некоторые здания Львова снесли, а другие переделали: подставили колонны, покрыли тёсом и разукрасили, открыли трактир.
В первой половине XIX века владения Н. А. Львова принадлежали министру полиции, генерал-губернатору Александру Дмитриевичу Балашову (1770—1837). Из писем Балашова А. С. Пушкину известно, что он намеревался продать своё имение за 110 тысяч рублей. Поэт участвовал в переговорах, которые вёл Андрей Христофорович Кнерцер (1789—1853), доверенное лицо П. В. Нащокина.
После совершения покупки Нащокин и Кнерцер в январе 1834 года писали Пушкину из Тюфелевой рощи:
Посредством покровительного Вашего посредничества посчастливилось мне получить одно из важнейших под самою Москвою для мануфактурных заведений место, Туфелево, на каковое прошлого 1833 года 11-е марта и поселился времянным владельцем… хижине моей, на самом берегу реки Москвы построенной… открыто обширное пространство горизонта с очарованными видами столицы.
Тюфелева роща была знакома и А. Н. Островскому. В пьесе «Не было ни гроша, да вдруг алтын» Крутицкий говорит:
Далеко пойду, за заставу куда-нибудь, от людей подальше… Пойду погуляю. В Тюфелеву рощу пойти? Там хорошо, глухо так, никто туда не ходит. Кто туда пойдет? Пойдет бедняк какой-нибудь с горя да с тоски погулять, да уж… и удавится тут же.

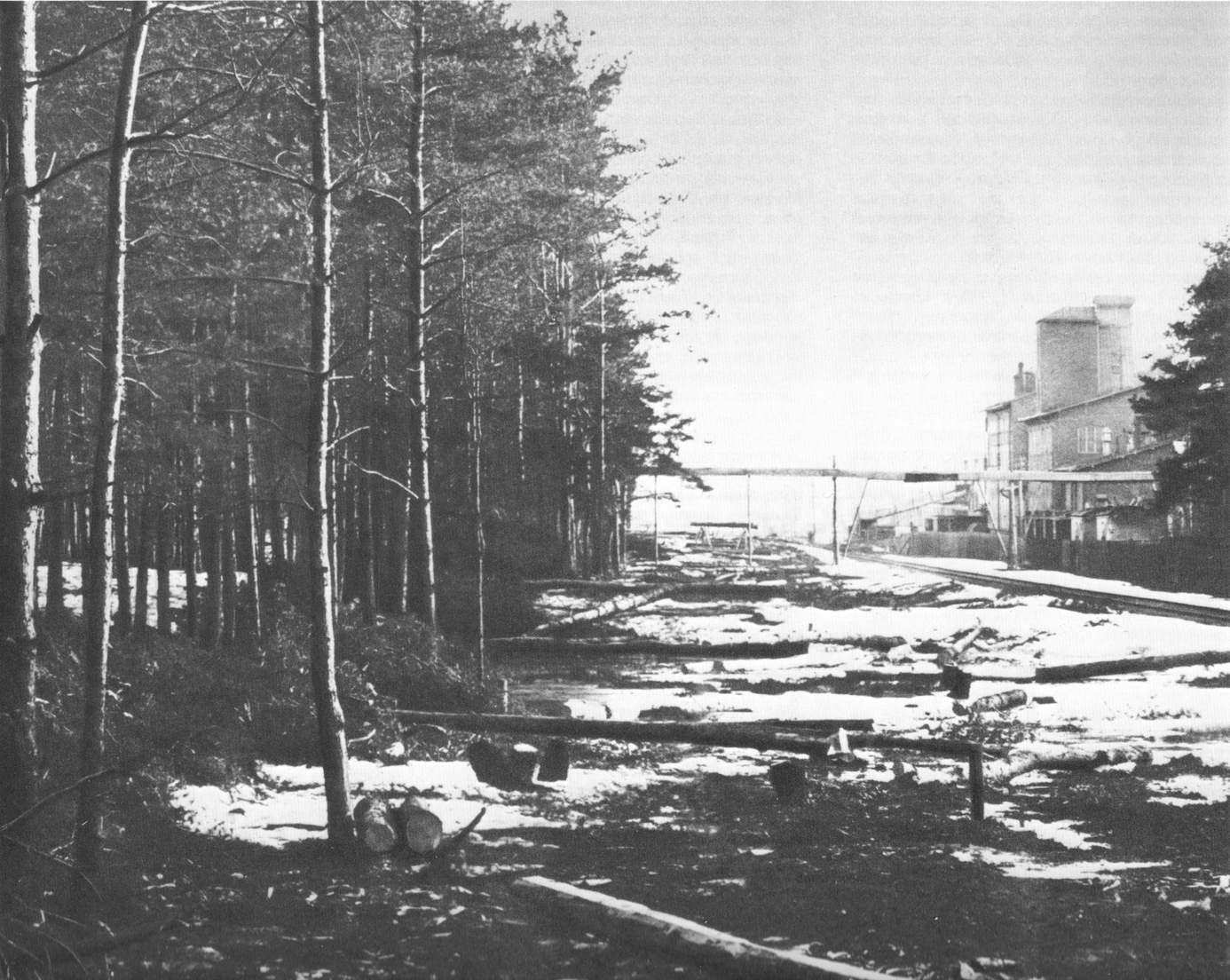
Лизинская железнодорожная ветка и химический завод Русского акционерного общества «Шеринг»

На плане 1852 года в районе Тюфелевой рощи показаны владения: купца Попова (пашни, сенокос, лес, строения западнее рощи, озёра), Шнейдера (сенокос, огород, двор с застройками), Кнерцера (огород), крестьян деревни Кожухово (лес, огород, озеро Болотное), Симонова монастыря (часть озера Чёрного, огород, сенокос), Московского викария (озеро Постылое, огород, сенокос) и крестьян деревни Котляково (часть озера Чёрного, огород).
После крестьянской реформы 1861 года Тюфелева роща вместе с деревней Кожухово вошла в состав Нагатинской волости Московского уезда. В 1881—1882 годах Удельную лесную дачу «Тюфелева роща» обнесли валом с целью защитить её территорию от скота крестьян окрестных деревень.
В конце XIX — начале XX века бывшие владения Н. А. Львова принадлежали Павлу Павловичу фон Дервизу — сыну концессионера и строителя железных дорог Павла Григорьевича фон Дервиза. Здесь у него были 4 доходных дома. Зимой 1884 года на его земле основан котельный завод инженера Александра Вениаминовича Бари, а в 1896 году завод купца Альберта Гана. В 1893 году фон Дервиз проложил Лизинскую железнодорожную ветку для подъезда к Восточным складам и к заводу А. В. Бари, которая оканчивалась возле озера Постылое. В 1950-х годах её демонтировали.

### XX век

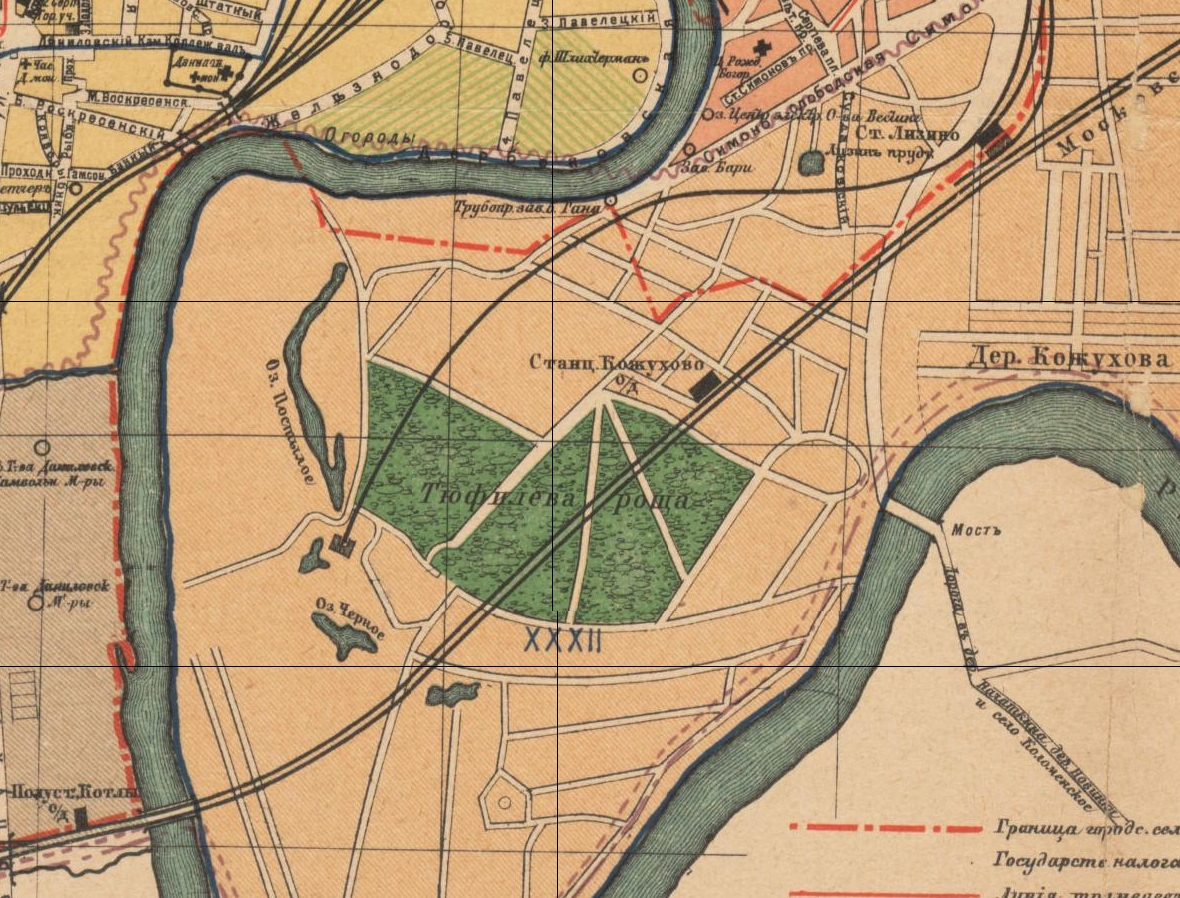
Окружная железная дорога и Лизинская ветка на карте 1915 года

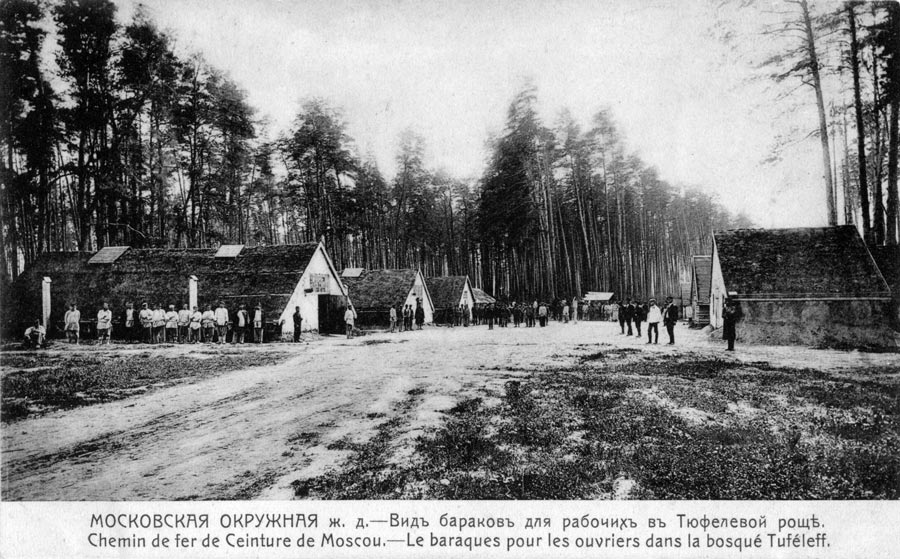
Бараки строителей Московской окружной железной дороги (1907)

Высокие темпы развития промышленности вызвали всплеск фабрично-заводского строительства в окрестностях Тюфелевой рощи. Так, на западе от неё в 1896 году основан кожевенный завод Торгового дома «Волк и Ко», в 1906 году рядом построен химический завод Русского акционерного общества «Шеринг», а на берегу Москвы-реки открылись кожевенный завод инженера-технолога Матвея Самуиловича Малкиеля и завод грунтовых красок Сергея Владимировича Сенежского.
В конце XIX века Симонова слобода выросла до крупного рабочего посёлка, а Тюфелева роща стала любимым местом отдыха его жителей. Кроме того, в ней часто проходили нелегальные сходки рабочих Симоновой слободы и Замоскворечья, первую из которых организовал «Московский рабочий союз» в июне 1896 года. После того как полиция начала выслеживать рабочих в роще, места сходок переносились в овраги у села Коломенское и в Зюзинский лес. Ввиду нарастающих революционных настроений, в 1906 году роща была приписана к Симоновскому полицейскому участку и перешла в ведение губернатора.
В 1903—1908 годах через её территорию прошла Окружная железная дорога со станцией Кожухово, для которой в 1907 году через Москву-реку сооружён трёхпролётный Алексеевский мост (ныне Даниловский). Зеленеющие луга, хлебные поля и огороды Кожуховских крестьян изрезали железнодорожными путями, а роща потеряла половину высоких сосен, снятых по проложенному пути.
На плане 1911 года в этой местности обозначены: Удельное ведомство, Акционерное общество «Шеринг», Торговый дом «Волк и Ко», Саввинское подворье. По берегу реки Москвы обозначены владения Ляпина, Симонова монастыря, крестьян деревни Котляково, села Покровского и деревни Кожухово.

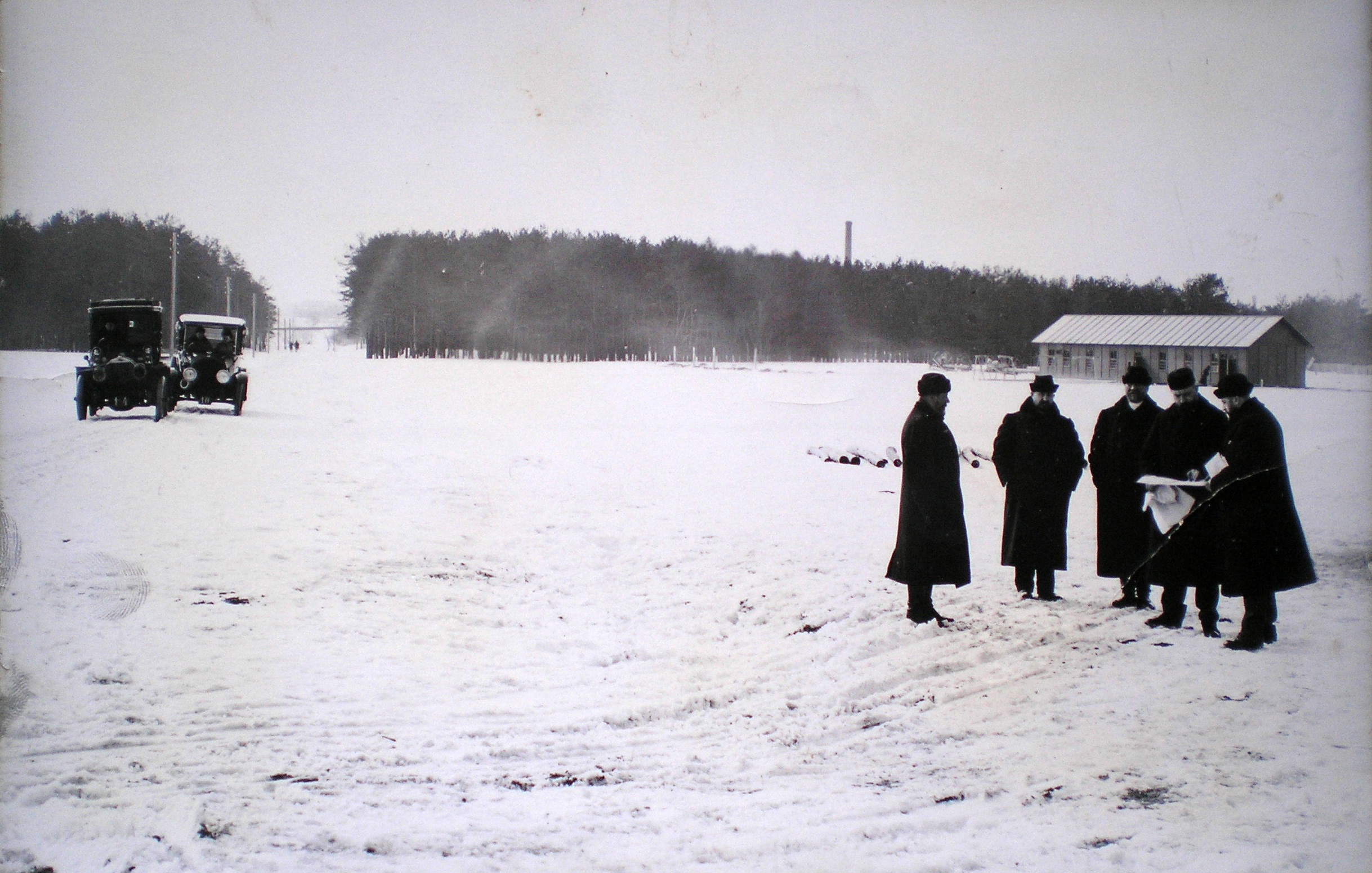
Рябушинские в Тюфелевой роще обсуждают план строительства завода АМО (1916)

В 1916 году в Тюфелевой роще началось строительство завода АМО. «Русские ведомости» сообщали, что 20 июля (2 августа по новому стилю) состоялись торжественный молебен и закладка первого в России автомобильного завода, строящегося товариществом Автомобильного московского общества. При этом событии присутствовали генерал-майор Г. Г. Кривошеин, братья Сергей и Степан Рябушинские, А. И. Кузнецов, Д. Д. Бондарев и другие.
Под завод Рябушинские выкупили у П. П. фон Дервиза участок рощи площадью 138 тысяч кв. саженей (около 0,30 км²) за 2 млн рублей. Строительство домов для работников завода было поручено архитектору И. В. Жолтовскому.
Вековые сосны вырубались на топливо, кроме того, в 1919 году рабочие Симоновой слободы изготавливали из них фонарные столбы для уличного освещения, и уже к 1930 году от рощи уцелели лишь небольшие участки.
При расширении автомобильного завода, в 1931 году Тюфелева роща исчезла окончательно, вместе с ней утрачены последние три дома Н. А. Львова, а также озёра. Из воспоминаний Константина Алексеевича Кухаркина, жителя Симоновой слободы:
Работали по 10 часов, с обедом в 11 часов дня. Заработки были очень и очень низкие… Развлечений никаких. Летом: лото, бабки, орлянка. Самая большая отрада — это взять бутылку или самоварчик и сходить в Тюфелеву рощу, полежать на опушке, поглощая хвойный воздух… В Тюфелевой роще было три пруда: один — чистый, в нем купались, второй — сильно заросший, в обоих были караси, третий — „Постылый“… Рощу я знаю с детства. Я бегал туда купаться, за грибами, малиной и ловить карасей. Лес этот был какой-то особенный. Я видел там симпатичный домик — это домик князя-кесаря Ромодановского, у „Постылого“ пруда, он пошел под контору завода.
На 2018 год топоним «Тюфелева роща» сохранился в названии улицы и парка.